# جيمس كرامب
جيمس كرامب (بالإنجليزية: James Crump)‏ هو مؤرخ الفن ومؤرخ ومخرج أمريكي، (و. 1900  م).

## وصلات خارجية
- الموقع الرسمي
- جيمس كرامب على موقع IMDb (الإنجليزية)
- جيمس كرامب على موقع ألو سيني (الفرنسية)
- جيمس كرامب على موقع ميوزك برينز (الإنجليزية)
- جيمس كرامب على موقع أول موفي (الإنجليزية)
- جيمس كرامب على موقع قاعدة بيانات الفيلم (الإنجليزية)
- جيمس كرامب على موقع كينوبويسك (الروسية)